# Putanges-le-Lac
Putanges-le-Lac – gmina we Francji, w regionie Normandia, w departamencie Orne. W 2013 roku liczba ludności wynosiła 2169 mieszkańców.
Gmina została utworzona 1 stycznia 2016 roku z połączenia dziewięciu ówczesnych gmin: Chênedouit, La Forêt-Auvray, La Fresnaye-au-Sauvage, Ménil-Jean, Putanges-Pont-Écrepin, Rabodanges, Les Rotours, Saint-Aubert-sur-Orne oraz Sainte-Croix-sur-Orne. Siedzibą gminy została miejscowość Putanges-Pont-Écrepin.